# Andrate
Andrate (pronuncia /anˈdrate/; Andrà in piemontese) è un comune italiano di 465 abitanti della città metropolitana di Torino in Piemonte nel Canavese che dista circa 60 chilometri dal capoluogo.

## Geografia fisica
Il comune è situato alla sommità della Serra Morenica di Ivrea, domina tutto l'anfiteatro morenico che si estende da Ivrea al Monferrato.
Il suo territorio comunale si estende dai 550 ai 2.227 m s.l.m. ed offre una molteplicità di quadri ambientali, sia per l'ubicazione, sia per la possibilità di compiere passeggiate ed escursioni.
Andrate fa da tramite tra il Canavese e la Valle d' Elvo.

## Storia
Si ipotizza che il nome abbia un'origine celtica: deriverebbe dalle parole and e art , significanti la prima "termine-fine", la seconda "terra", ovvero "terra di confine". Infatti il torrente Viona che scende dal Mombarone e la Serra, durante l'antichità era al limite geografico tra la regione orientale e quella regione occidentale, occupata appunto da Andrate e abitata dai Salassi.
I primi documenti che citano Andrate risalgono all'inizio del XIII secolo, durante l'appartenenza del comune alla mensa vescovile di Ivrea.
Nel corso della storia, molte furono le convenzioni stipulate tra la popolazione di Andrate e i vescovi, a titolo di dipendenza: nel 1365 grazie ad un diploma dell'imperatore Carlo IV, pervenne in dominio ai Savoia, la cui supremazia venne riconosciuta solo nel 1373 dal vescovo di Ivrea, feudatario diretto.
Andrate ottenne una maggiore autonomia a partire dal 1410, quando il vescovo Bonifacio della Torre concesse un suo proprio statuto e i suoi feudatari, che furono diversi, si ricordano i signori: Baroni, Burolo, Quaregna, Collobiano, Birago di Candia, Calcaterra.
In questi ordinamenti si cita l'antico borgo circondato da mura e denominato Villa, l'attuale centro storico del paese che conserva ancora oggi il fascino dei suoi scoscesi vicoli.

### Simboli
Lo stemma e il gonfalone sono stati concessi con DPR del 5 aprile 1995.
Il gonfalone è un drappo di bianco, con la bordatura di azzurro.

## Monumenti e luoghi d'interesse
Tra i beni artistici di Andrate sono da segnalare alcune chiese: la più antica è la chiesa del Camposanto, dedicata a san Pietro apostolo: l'edificio dalle semplici linee architettoniche sorge al di fuori dell'abitato in località Salamia, ed è stata costruita attorno al 1660-1670 sui ruderi di una chiesa precedente.
Altro luogo di culto è la chiesa di Santa Maria, ricostruita nei primi decenni del Settecento sui resti di una delle prime chiese dedicata alla Vergine del Canavese. A una sola navata, a pianta a croce greca, accoglie all'interno un affresco in stile quattrocentesco, in parte modificato da aggiunte successive. Al centro della raffigurazione è effigiata una Madonna della Misericordia.
Accanto alla chiesa si erge un campanile di epoca romanica. Costruito in pietra grigia e bianca, nell'alzato presenta una serie di feritoie, monofore, bifore e trifore.
La parrocchiale di San Pietro in Vincoli è circondata da una piazza alberata ed è situata in uno dei più panoramici luoghi del paese. Venne costruita nel 1717, come indica la data posta sulla facciata, e ospita un organo di Carlo Silvestro Velatta realizzato negli anni attorno al 1780. La tradizione vuole che l'antica parrocchiale sia stata edificata sulla sepoltura di San Giovenale, martire ed evangelizzatore che operava nella zona.

### Il Museo della Civiltà Contadina

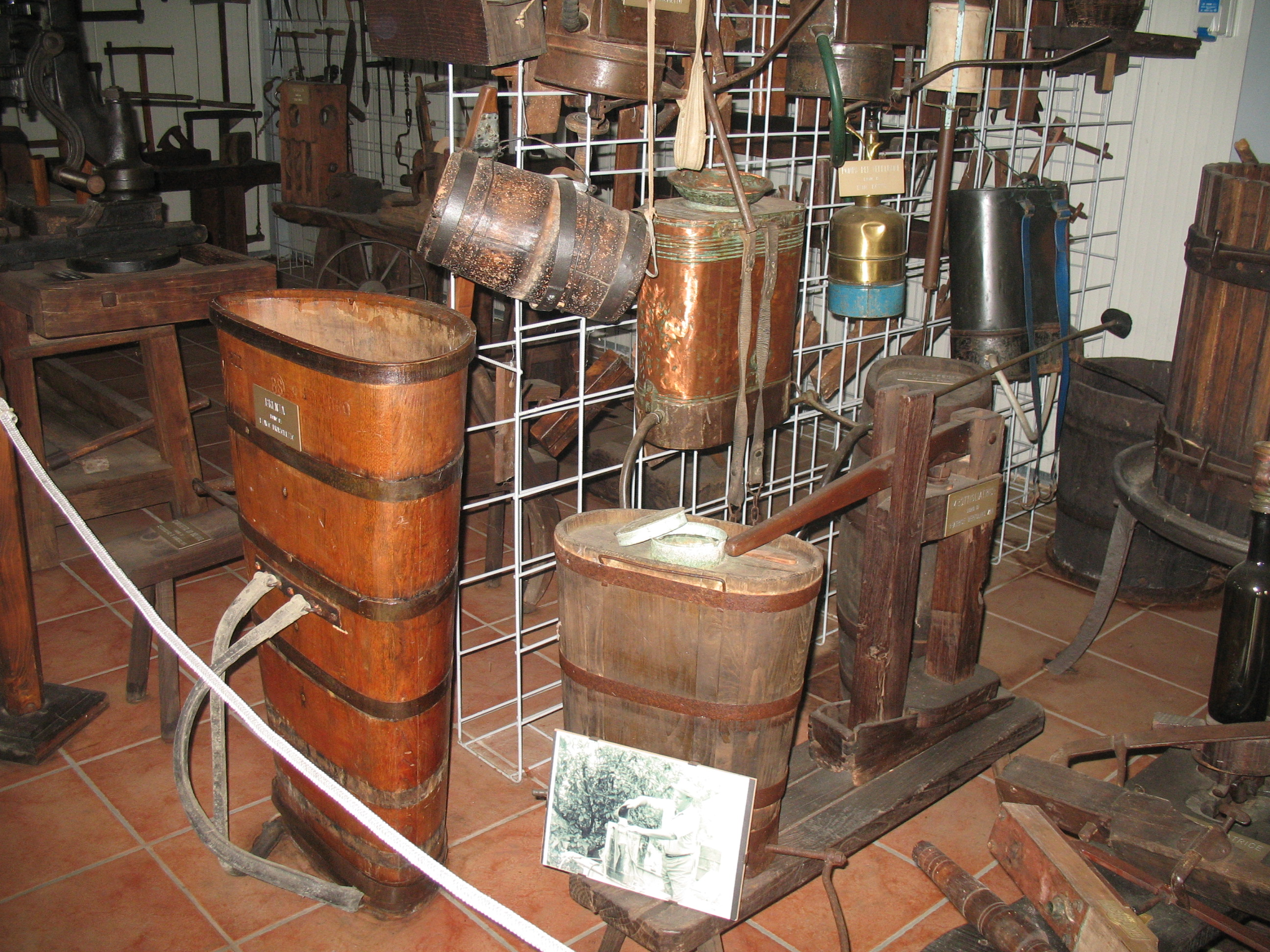
Sala del Museo di cultura contadina

Il museo etnografico dispone di una ricca collezione di oltre settecento oggetti ed attrezzi che testimoniano la vita ed il lavoro di una comunità montana. Nelle sale gli oggetti sono presentati sotto forma di laboratori, in modo che il visitatore possa meglio capire e ricordare le attività del passato; una parte dell'esposizione documenta la vita contadina andratese attraverso una raccolta fotografica. Nel parco attrezzato esterno sono visibili mezzi agricoli dell'800 e del primo '900, un torchio a barra e alcune parti di una vecchia fucina attiva in paese.
 Aderisce al progetto "Rete Museale AMI" che prevede una valorizzazione e promozione del patrimonio museale dell'Anfiteatro Morenico d'Ivrea.

### Castello Rubino
In località Croce Serra sorge il Castello Rubino, una storica residenza eclettica costruita agli inizi del Novecento.

## Società

### Evoluzione demografica
Negli ultimi cento anni, a partire dal 1921, la popolazione residente si è dimezzata.
Abitanti censiti

### Etnie e minoranze straniere
Secondo i dati Istat al 31 dicembre 2017, i cittadini stranieri residenti ad Andrate sono 36, così suddivisi per nazionalità, elencando per le presenze più significative:
1. Romania, 30

## Amministrazione
Di seguito è presentata una tabella relativa alle amministrazioni che si sono succedute in questo comune.
| Periodo        | Periodo        | Primo cittadino   | Partito                            | Carica  | Note   |
| -------------- | -------------- | ----------------- | ---------------------------------- | ------- | ------ |
| 12 giugno 1985 | 21 maggio 1990 | Flavio Fraschetto | Partito Socialista Italiano        | Sindaco | [ 12 ] |
| 21 maggio 1990 | 24 aprile 1995 | Flavio Fraschetto | Partito Socialista Italiano        | Sindaco | [ 12 ] |
| 3 maggio 1995  | 14 giugno 1999 | Flavio Fraschetto | lista civica                       | Sindaco | [ 12 ] |
| 14 giugno 1999 | 14 giugno 2004 | Flavio Fraschetto | centro-sinistra                    | Sindaco | [ 12 ] |
| 14 giugno 2004 | 8 giugno 2009  | Giulio Roffino    | lista civica                       | Sindaco | [ 12 ] |
| 16 giugno 2009 | 26 maggio 2014 | Giulio Roffino    | lista civica                       | Sindaco | [ 12 ] |
| 26 maggio 2014 | 27 maggio 2019 | Enrico Bovo       | lista civica Un futuro per Andrate | Sindaco | [ 12 ] |
| 27 maggio 2019 | in carica      | Enrico Bovo       | lista civica Un futuro per Andrate | Sindaco | [ 12 ] |

### Altre informazioni amministrative
Il comune ha fatto parte della Comunità montana Val Chiusella, Valle Sacra e Dora Baltea Canavesana.